# トーサイ
株式会社トーサイは、埼玉県三郷市三郷に本社を置く新車と中古車の販売会社である。

## 概要
1964年7月(昭和39年)に設立、関東地区と東北地区を中心に自動車販売店舗を運営する。
軽自動車、セダン、SUV車、ミニバンなど、国産車、輸入車など、取り扱う車種を特化する店舗もある。

## 沿革
- 1964年 自動車卸売商社柏原正昭事務所を設立
- 1966年 東京都葛飾区に東埼自動車販売株式会社を設立
- 1967年 埼玉県三郷市谷口に営業所を新設
- 1971年 埼玉県三郷市谷口に本社を移転
- 1973年 資本金を200万円に増資
- 1975年 クレジットによる販売を実施　資本金を500万円に増資
- 1976年 埼玉県三郷市に認証整備工場、団地前店をオープン　資本金を800万円に増資
- 1977年 後楽園球場(現東京ドーム)で中古車フェアを開催　月間販売台数100台突破
- 1978年 埼玉県三郷市上彦名に本社を移転、ジャンボセンターをオープン　資本金を2,000万円に増資
- 1979年 埼玉県三郷市にジャンボ工場をオープン　売上高15億円突破
- 1981年 千葉県野田市に野田16号店をオープン　ジャンボ工場を民間車検場化
- 1983年 埼玉県三郷市にニュージャンボ店をオープン　資本金2,500万円に増資
- 1984年 埼玉県春日部市に春日部店をオープン　売上高33億円突破
- 1985年 岩手県に水沢店、埼玉県三郷市に新三郷駅前店オープン　資本金を3,500万円に増資
- 1987年 秋田県に秋田店をオープン　資本金を1億7,000万円に増資
- 1988年 岩手県に盛岡店をオープン
- 1989年 社名を「トーサイアポ株式会社」に変更　社員数75名
- 1990年 資本金を3億6,765万円に増資　売上高50億円突破
- 1991年 埼玉県三郷市にGTスポーツセンターをオープン
- 1995年 埼玉県草加市に草加買取センターをオープン　社員数140名
- 1996年 本社新装オープン
- 1997年 埼玉県に越谷店と三郷吉川店、千葉県に松戸店、船橋店をオープン
- 1998年 東京都に練馬店、埼玉県に浦和店をオープン
- 1999年 ホームページ開設
- 2000年 本社大規模展示場完成　第1回「トーサイの日(10月31日)」　カーセブンディベロップメント設立
- 2001年 松戸店閉鎖
- 2002年 秋田県に秋田ジャンビィ店、埼玉県に川口西新井店をオープン　船橋店閉鎖
- 2003年 東京都に足立竹ノ塚店、埼玉県にアイパーツ三郷店、鈑金工場、岩手県に前沢店をオープン
- 2004年 岩手県滝沢市に盛岡インター店、秋田県に秋田中央店、秋田南インター店をオープン　盛岡店を紫波店へ店名変更
- 2005年 紫波店から矢巾店へ移転　足立竹ノ塚店から足立中央店へ移転　秋田南インター店閉鎖　売上高100億円突破
- 2006年 岩手県の水沢店に認証整備工場新設　社員数200名
- 2007年 本社にジャンボ工場移転、カーセブンMEGA三郷店、カーセブンインポート三郷店リニューアルオープン
- 2008年 東京都にインポート有明店オープン、越谷店・草加店閉鎖
- 2009年 秋田店、三郷吉川店閉鎖、資本金を3,000万円に減資
- 2010年 野田店をカーセブンMEGA野田店に改装しリニューアルオープン、埼玉県三郷市にまごころ鈑金館オープン
- 2011年 カーセブンMEGA三郷店にて東北復興支援イベント開催
- 2012年 水沢店からカーセブン北上金ヶ崎店へ移転、足立中央店から足立平野店へ移転
- 2013年 カーセブン新車の窓口三郷店オープン、アイパーツ三郷店閉鎖、本社を三郷市三郷へ移転
- 2014年 東京都にカーセブン世田谷桜丘店、愛知県にカーセブン中京競馬場前店をオープン
- 2015年 栃木県にカーセブン野木駅前店オープン、カーセブン世田谷桜丘店、カーセブン練馬店閉鎖。岩手県の店舗を「カーセブン」から「リベラルカーズ」にブランド変更
- 2016年 設立50周年、カーセブン野木駅前店閉鎖。岩手県の店舗を分社し「株式会社リベラル」設立
- 2017年 バングラデシュに投資会社バロガリを設立
- 2018年 カーセブン中京競馬場前店を分社し「ワクワク株式会社」を設立、岩手県に盛岡西バイパス店オープン。卓球Ｔリーグ参戦　プロ卓球チーム「Ｔ．Ｔ彩たま設立」
- 2019年 岩手県にまごころ鈑金館紫波店をオープン、カーセブン矢巾店閉鎖
- 2020年 株式会社リベラルを吸収合併、会社名を「株式会社トーサイ」へ変更
- 2021年 コーポレートサイトをリニューアル
- 2022年 新車のお店 盛岡南店オープン
- 2023年 新車のお店 熊谷店、車検の速太郎 熊谷店オープン
- 2024年 カーセブンMEGA三郷店、カーセブン三郷インター店リニューアル、トーサイスマートファクトリー（ＥＶ専門工場）リニューアル
- 2025年 60周年を迎える、社員数230名に、売上高130億円、株式会社トーサイホールディングスの傘下になる。光岡自動車特約店２拠点オープン（北上金ヶ崎店・盛岡西バイパス店）